# 摩訶班都拉公園
摩訶班都拉公園（發音：[məhà bàɴdṵla̰ páɴdʑàɴ]）或譯瑪哈班杜拉公園，為位在緬甸仰光市中心的公共公園。該公園東臨摩訶班都拉公園街，西臨蘇萊佛塔路，南臨貢代路，北邊則臨摩訶班都拉路。該公園附近有許多仰光市的重要地標如蘇萊佛塔、仰光市政廳以及缅甸最高法院等。該公園的名稱為紀念在第一次英缅战争期間對抗英國的緬甸軍事領袖摩訶班都拉（Maha Bandula）而命名。

## 歷史

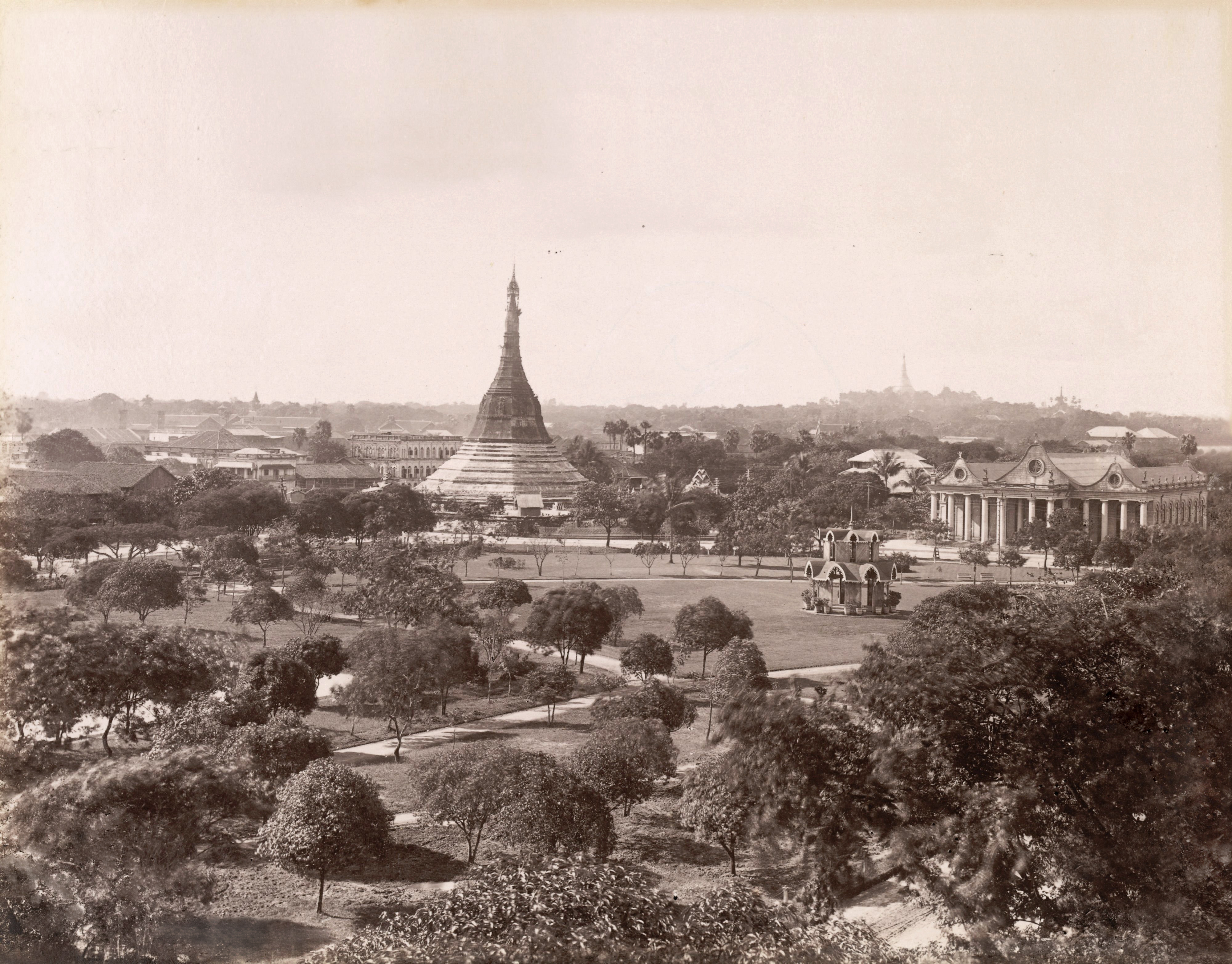
約1895年的費奇廣場，廣場對面為蘇萊佛塔

摩訶班都拉公園於1867年至1868年間建成，該公園原先名稱為費奇廣場（Fytche Square），當時廣場的名稱以英屬緬甸時任行政長官阿爾伯特·費奇爵士命名。1896年，維多利亞女王雕像放置在該公園中央，這也創造出當時亞美尼亞公司在仰光的財富。1935年，為反映出當時不斷上升的民族主義情緒而更名為班都拉廣場。
1948年，為紀念緬甸從英國殖民地中獨立建國而打造的方尖碑——獨立紀念塔，安置在摩訶班都拉公園中央，並且取代了原先於公園中央的維多利亞女王雕像。該公園曾於2012年重建。